# (73721) 1993 FZ14
1993 أف زد 14 (ويعرف أيضًا باسم (73721) 1993 أف زد 14 وفق تسمية الكوكب الصغير) (بالإنجليزية: 1993 FZ14)‏ هو كويكب ضمن حزام الكويكبات؛ وترتيبه 73721 من حيث الاكتشاف.
اكتُشف هذا الجُرم الفلكي بواسطة مسح أوبسالا-إسو للكويكبات والمذنبات ‏ في 17 مارس 1993.

## وصلات خارجية
- (73721) 1993 FZ14 في قاعدة بيانات مختبر الدفع النفاث لأجرام النظام الشمسي الصغيرة

- الاكتشاف · مخطط المدار ·  العناصر المدارية · المعلمات المادية

- (73721) 1993 FZ14 على موقع ويكي سكاي: DSS2, SDSS, GALEX, IRAS, Hydrogen α, X-Ray, Astrophoto, Sky Map, Articles and images